# Corallium rubrum
Il corallo rosso (Corallium rubrum (Linnaeus, 1758) è un octocorallo della famiglia Coralliidae, diffuso nel mar Mediterraneo e nell'Atlantico orientale.

## Etimologia
Il nome di questa specie deriva dal suo nome in greco antico, κοράλλιοv (koràllion). Si ipotizza che il termine a sua volta derivi da κόρος (kóros), "scopa".

## Habitat dei coralli

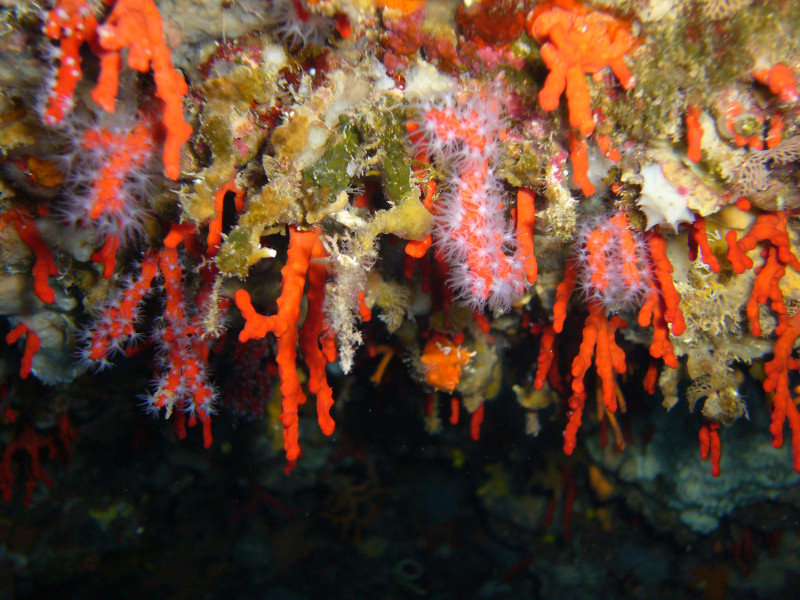
Corallo rosso nelle acque della Riserva marina di Portofino, Liguria

Il corallo rosso è l'unica specie del genere Corallium che vive nel Mediterraneo, dalla Grecia e dalla Tunisia fino allo Stretto di Gibilterra, Corsica, Sardegna, Sicilia e Baleari incluse, ma è diffuso anche nell'Atlantico orientale in Portogallo, Canarie, Marocco e Isole di Capo Verde, di solito fino a 200 metri di profondità in luoghi poco illuminati con scarsa vegetazione.
Corallium rubrum è considerato una specie endemica del Mediterraneo, nonostante alcune popolazioni sono state segnalate in Portogallo e a Capo Verde.
Ha bisogno di condizioni di vita particolari: salinità dell'acqua costante (che deve essere compresa tra il 28% ed il 40‰, in relazione al luogo ed al tipo di corallo), ridotto movimento dell'acqua e illuminazione attenuata. Il tasso di sedimenti in sospensione nell'acqua, se troppo elevato, ne limita la sopravvivenza.
Vive pertanto preferibilmente in luoghi ombrosi e riparati (grotte semioscure, strapiombi, fenditure delle rocce), a partire dalla profondità di 20/30 metri fino a 200 metri. Eccezionalmente si può osservare a basse profondità (4 m) ed è stato segnalato anche a profondità fino a 800 m. Si può trovare in notevoli quantità, nelle grotte delle zone di Porto Conte, Capo Caccia e Punta Giglio nel nord-ovest della Sardegna, nel territorio di Alghero: per queste ragioni il territorio di cui la città sarda è capoluogo prende il nome di Riviera del Corallo (a cui è intitolato anche lo scalo aeroportuale algherese che sorge nei pressi di Fertilia). In Liguria, nella Riserva marina di Portofino, la presenza del corallo rosso è continua su tutto il versante meridionale tra i 15 e i 45 metri di profondità, con anche 200 colonie per metro quadrato. La ridotta taglia delle colonie associata alla densità alta fa sì che i popolamenti più superficiali non siano caratterizzati da un alto valore economico.
Corallium rubrum è una specie dalla crescita molto lenta. Studi sui tassi di crescita hanno dimostrato che le colonie crescono in media tra 0.25 e 0.66 mm in diametro basale nel tempo di un anno.

## Descrizione

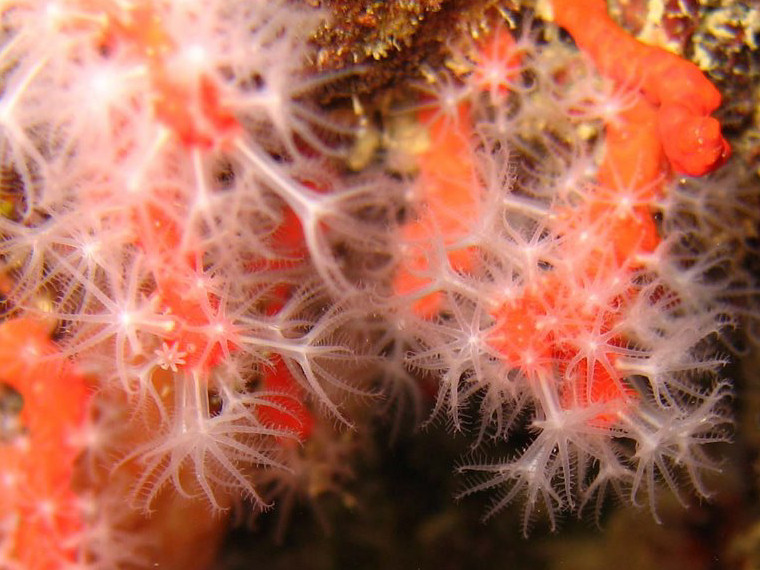
Particolare dei polipi estroflessi

Forma colonie ramificate, che possono superare i 20–30 cm di altezza, di colore generalmente rosso brillante, ma a volte rosa. Raramente vengono osservate colonie albine di colore completamente bianco.
I polipi sono bianchi e trasparenti, lunghi solo pochi millimetri, con otto tentacoli bordati di appendici pinnate, visibili quando questi sono estroflessi per la cattura del cibo.
Lo scheletro calcareo, durissimo e ricercato come materiale per la costruzione di gioielli, è ricoperto da uno strato di tessuto molle, il cenosarco, che viene rimosso per la lavorazione e lucidatura per la realizzazione di monili e sculture artistiche.

## Biologia

### Alimentazione
Si nutre di plancton e di sostanze organiche sospese, catturate dai tentacoli dei polipi.

Questi sono ricoperte di migliaia di cellule ectodermiche, tipiche dei Celenterati e dette cnidoblasti, contenenti una sostanza urticante che paralizza le prede.

### Riproduzione e crescita
Si riproduce, per via sia asessuata che sessuata, rilasciando larve (planule) che, dopo una fase planctonica della durata di circa un mese, si fissano al substrato.
Ha una crescita di circa 3–4 mm l'anno in altezza e di 0,25-0,60 mm l'anno in diametro e questo lo rende particolarmente vulnerabile all'azione di raccolta dell'uomo, un tempo operata con metodi distruttivi; oggi in Italia si ha una pesca di tipo selettivo, effettuata in acqua direttamente da sub, che permette, se effettuata con criterio, di massimizzare la resa della pesca con la scelta solo dei rami più grandi permettendo nel contempo la salvaguardia della specie.

### Ecologia
Numerose specie appartenenti ai diversi phyla vivono sopra o in stretta associazione con le colonie di corallo rosso.
Un recente studio sui molluschi associati al Corallium rubrum ha dimostrato come tra le specie più comuni viventi su di esso vi è sicuramente Pseudosimnia carnea, un gasteropode appartenente alla famiglia degli Ovulidae e diverse specie di Muricidae, tra cui l'Ocinebrina paddeui, ad oggi specie endemica delle colonie di corallo rosso di Alghero, e numerose Coralliophila spp.

## Conservazione

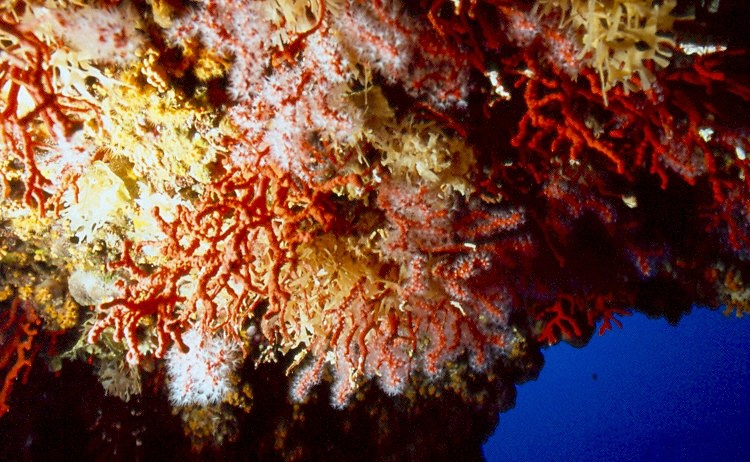
Corallo nella Grotta di Nereo a Capo Caccia

Merita una nota la recente istituzione della Area naturale marina protetta Capo Caccia - Isola Piana, all'interno della quale è stata creata una zona "A" specifica di rispetto assoluto per preservare la "Grotta del Corallo", dove sui soffitti interni ed in tutta la zona circostante è ancora esistente una buona quantità di corallo e per il quale è in corso un progetto, unico nel suo genere, di ripopolamento con la creazione di supporti speciali ai quali sono stati innestati spezzoni di corallo provenienti dagli scarti di taglio forniti dai corallari subacquei professionisti che operano nella zona.
Questi particolari supporti di granito sono stati affondati nella zona di Punta Sant'Antonio nel gennaio 2005 e popolati con colonie di corallo, in modo da porre le basi per una futura conservazione della specie nella zona. Durante una successiva fase di affondamento sono state posizionate ulteriori strutture sott'acqua al fine di fornire un supporto ad ulteriori colonie.

## Pesca
La pesca del corallo rosso viene attualmente fatta solo esclusivamente da corallari subacquei, con licenza specifica rinnovata ogni anno dalla Regione di pertinenza, generalmente operano in zone di alto fondale da circa 80 m a circa 130 metri di profondità. È stata ed è particolarmente praticata in Italia, Francia, Spagna, Grecia, Marocco e Tunisia, ma anche in maniera più ridotta in Algeria e Croazia. Si stima che negli anni passati, nell'intero Mediterraneo, fossero pescate 60 tonnellate di corallo ogni anno, attualmente tale quantità è fortemente ridotta grazie al cambio delle politiche di protezione e gestione della flora e della fauna marina operata dai governi che hanno vietato le tecniche di prelievo massive.
La pesca fino agli anni '80, avveniva attraverso una barca da pesca a motore, anticamente a vela latina, denominata corallina, la quale trascinava una grossa croce di legno a bracci uguali, inventata dagli Arabi nel X Secolo (chiamata dagli abitanti di Torre del Greco, primi pescatori di corallo, ngegno e poi italianizzato ingegno, vale a dire ingegnoso) appesantita attraverso massi ed alla quale erano attaccate reti di canapa a maglia larga. Tale tipo di pesca non è oggi più utilizzata in quanto l'ingegno danneggia pesantemente il fondale sradicando interamente i vari ceppi di corallo e distruggendo tutto l'ambiente sommerso dove lo strumento veniva fatto passare.
In Sardegna, in particolare, si hanno notizie di usi ornamentali fin dal V secolo a.C. nelle zone di Nora, Tharros e Cagliari.

### Alghero

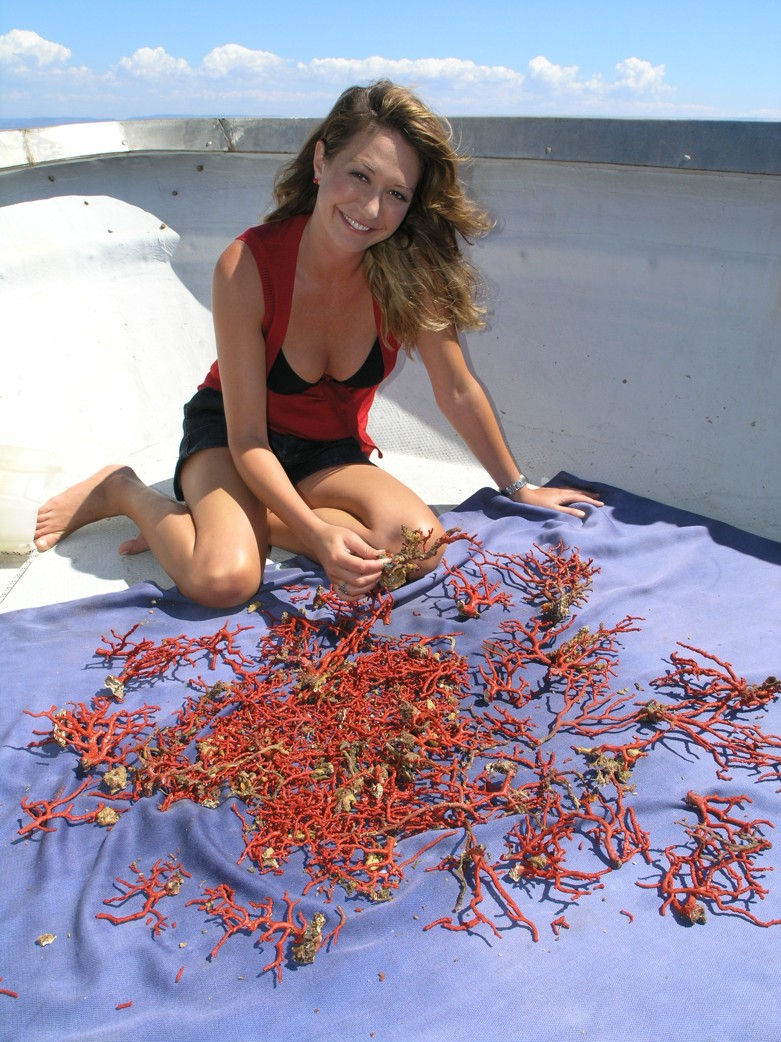
Tessa Gelisio durante una puntata di Pianeta Mare sulla pesca del corallo ad Alghero

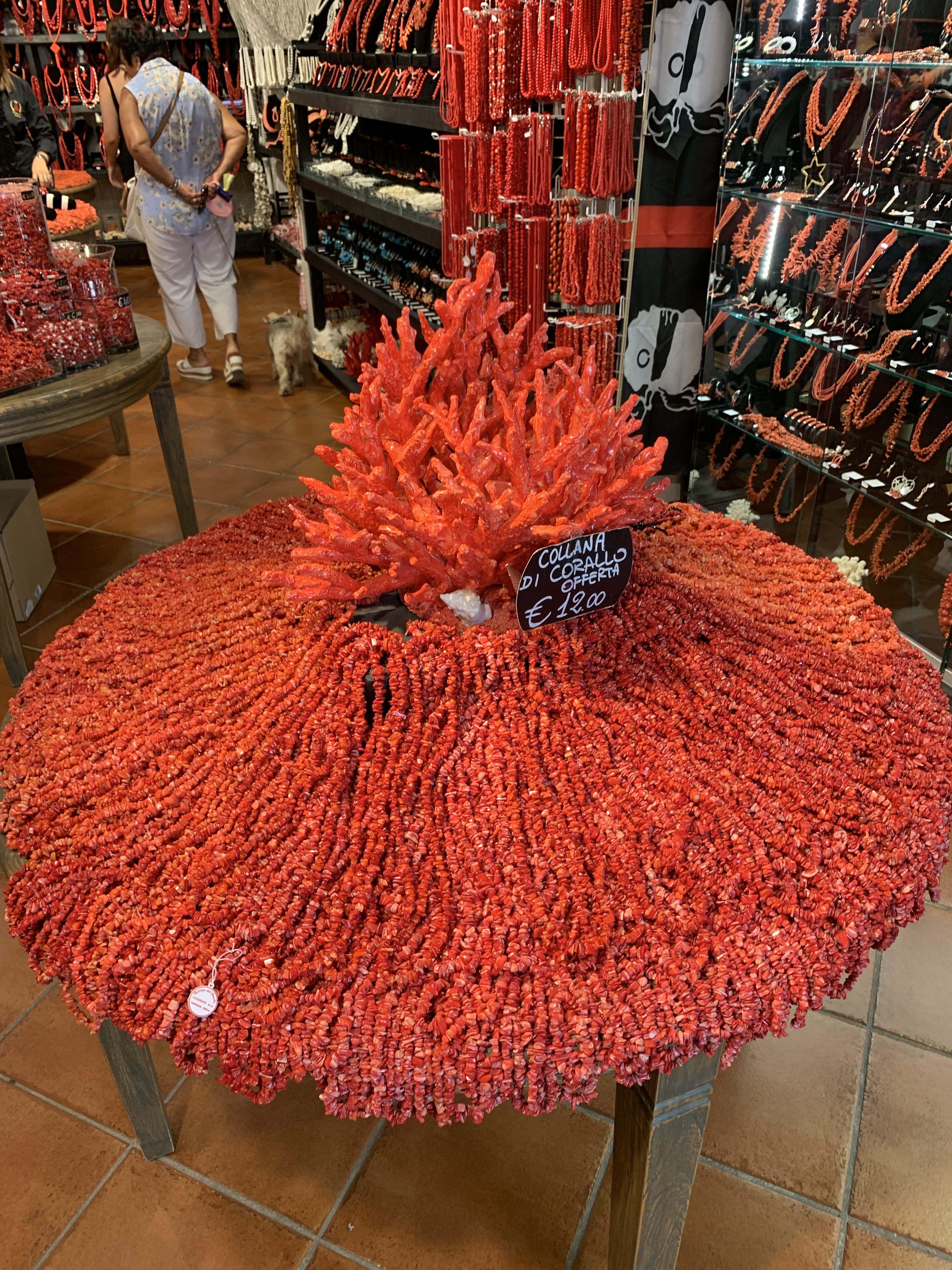
Il corallo di Alghero esposto

Dai primi anni del XX sec. Alghero è divenuta dei centri della pesca del corallo, a seguito della scoperta dei banchi di pesca dai pescatori di Torre del Greco dopo la fine della pesca dei "banchi morti" di Sciacca, negli archivi storici della città è annotata la presenza in porto, nelle stagioni estive, di migliaia di barche coralline. Per secoli tali barche effettuavano il prelievo attraverso la tecnica dell'ingegno, l'attrezzo a croce munito di una pesante sbarra metallica alla quale venivano assicurati numerosi pezzi di rete. Per la particolare azione devastante dei fondali di tale strumento questa tecnica in Sardegna è stata completamente vietata. In seguito alla Regione Sardegna anche la CEE, nel 1994, con una direttiva ha vietato l'imbarco e l'uso dell'ingegno o di attrezzi similari.
Attualmente la pesca del corallo è regolamentata dalla Regione Sardegna ed è consentita solamente a 30 pescatori subacquei professionisti con regolare licenza a profondità non inferiori a 80 metri e nel periodo compreso dal 1º maggio al 15 ottobre.

### Sciacca
Altrettanto importante per la pesca del corallo è stata la città di Sciacca: l'inizio della pesca del corallo ebbe inizio ufficialmente nel 1875, quando furono trovati nel mare antistante Sciacca tre banchi corallini che fornirono grosse quantità di corallo. Probabilmente furono gli Arabi a scoprire questo enorme giacimento alto ben trenta metri di vari strati di corallo decaduto, Fino al 1887 l'attività di pesca fu intensiva, poi, in seguito, i tre banchi corallini si rivelarono esauriti.
Il corallo di Sciacca è di limitata grandezza, non superando in genere i 10-12 millimetri, ed il suo colore può variare dal rosso-arancione al rosa salmone intenso fino al rosa pallido.

### Oceano Pacifico
Altra zona nota per la pesca corallina è l'Oceano Pacifico dove sono stati individuate e pescate tra il 1965 ed il 1979 quattro varietà di corallo: Midway (Pleurocorallium secundum), Garnet (Hemicorallium regale) e Deep Sea (Hemicorallium lauense).

### Giappone
Ruolo importante nella pesca del corallo ha anche il Giappone con il suo corallo Moro o Aka (Corallium japonicum); (sinonimo Corallium japonica) dal 1889, dopo la rivoluzione nipponica, sul mercato del pescato italiano arriva anche questa lontana specie, nel paese nipponico infatti si pescano varietà di corallo differenti per pregio e valore, assolutamente non confondibili con il C. rubrum: il cosiddetto Cerasuolo (Pleurocorallium elatius) di colore rosso medio o arancio. A volte si è pescato una piccolissima quantità di colore rosa, detto "Corallo pelle d'angelo", dal colore bianco sfumato in rosa. La grandezza dei rami è di un certo rilievo dato che i cespi raggiungono una grandezza di 30-40 centimetri con rami di diametro di 160 millimetri.

### Filippine
Nel nord delle Filippine si è pescato il Corallo Missu (Hemicorallium sulcatum) di colore rosa, ma solo per pochi anni.

### Vietnam
Fuori le coste del Vietnam, barche giapponesi hanno pescato il raro Pleurocorallium konojoi di colore bianco perfetto con una "grana" simile al Pleurocorallium elatius (Cerasuolo, Momo, Satsuma)

## Lavorazione artistica

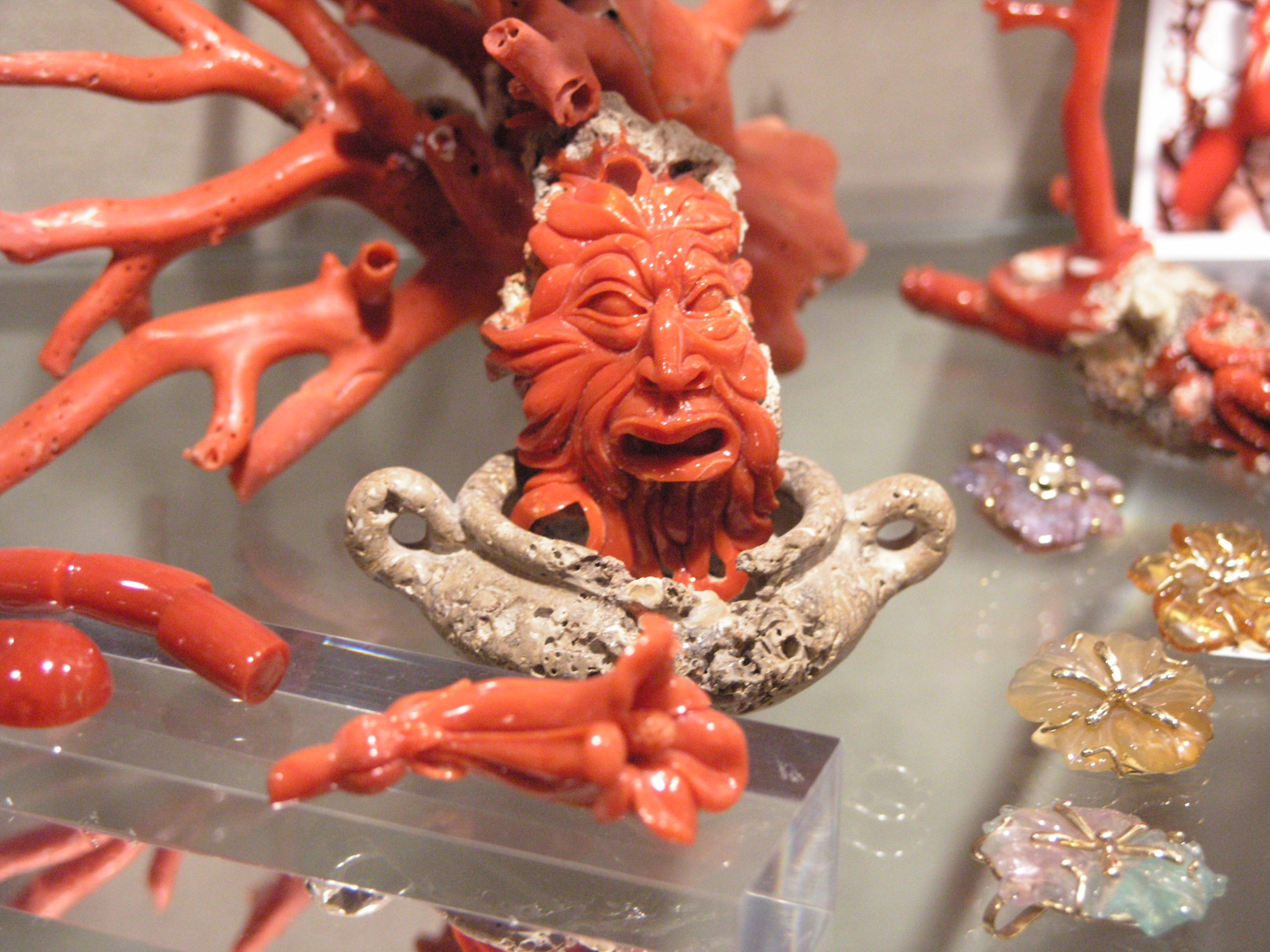
Corallo lavorato, Alghero

Il corallo rosso da tempi immemorabili viene pescato e commercializzato principalmente per la creazione di gioielli ed opere d'arte. Prevalentemente viene montato su oro e argento o forato per ottenere collane e bracciali.
La lavorazione si suddivide in varie fasi a partire dalla eliminazione del rivestimento, il cenosarco, dalla pulizia, dal taglio e/o intaglio, dalla lavorazione ed infine dalla lucidatura.

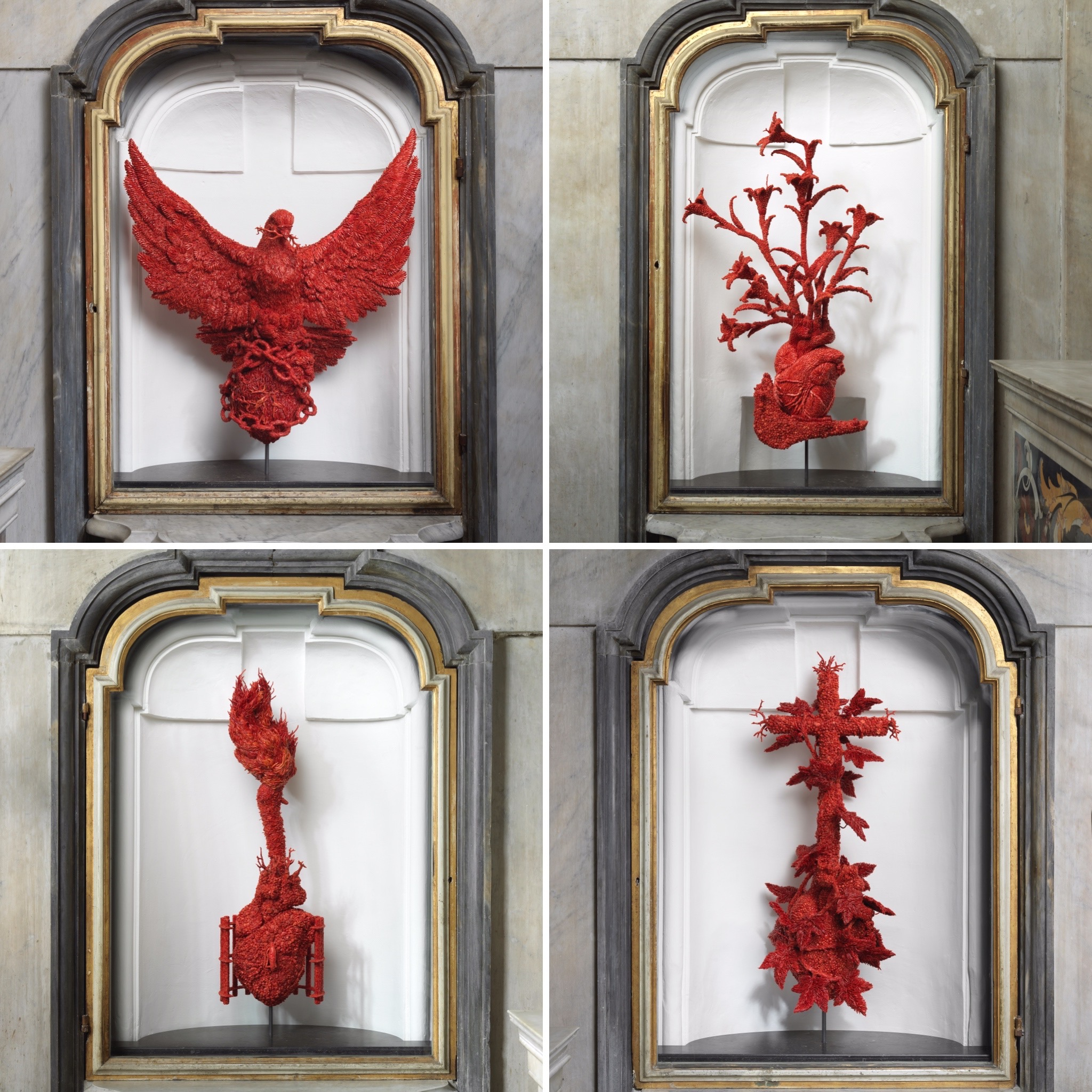

Da alcuni anni il corallo è usato nell'arte contemporanea grazie al famoso artista Jan Fabre.
Alcune opere sono state donate al Pio Monte della Misericordia, ai lati del famoso quadro del Caravaggio, le Sette opere di Misericordia.

### Trapani
(Al Idrisi, geografo arabo, 1154)
La storia del corallo trapanese ha origini molto lontane e già nel secolo XII il viaggiatore arabo Idrisi ne segnalava la pregiata qualità.
Tra XV e XVI secolo i pescatori di Trapani iniziarono a praticare la pesca del corallo, grazie all'abbondanza dei banchi corallini scoperti. L'artigianato della lavorazione del corallo divenne quindi sistematico: i pescatori corallari, riuniti nella corporazione dei Pescatori della marina piccola del Palazzo, abitavano concentrati nella odierna via Corallari. I corallari trapanesi acquistarono fama in tutto il bacino del Mediterraneo e in Europa con i loro prodotti: oggetti sacri e profani, capezzali e cornici, presepi nei quali il corallo è frammisto a oro, argento, smalti e pietre preziose. Presso il Museo regionale Agostino Pepoli di Trapani si possono ammirare sculture, monili e altre opere dei maestri trapanesi realizzate in corallo tra il XVI e il XVIII secolo.
Oggi, tuttavia, la pesca è quasi del tutto scomparsa, mentre è limitata a qualche artigiano la lavorazione del corallo.

### Torre del Greco

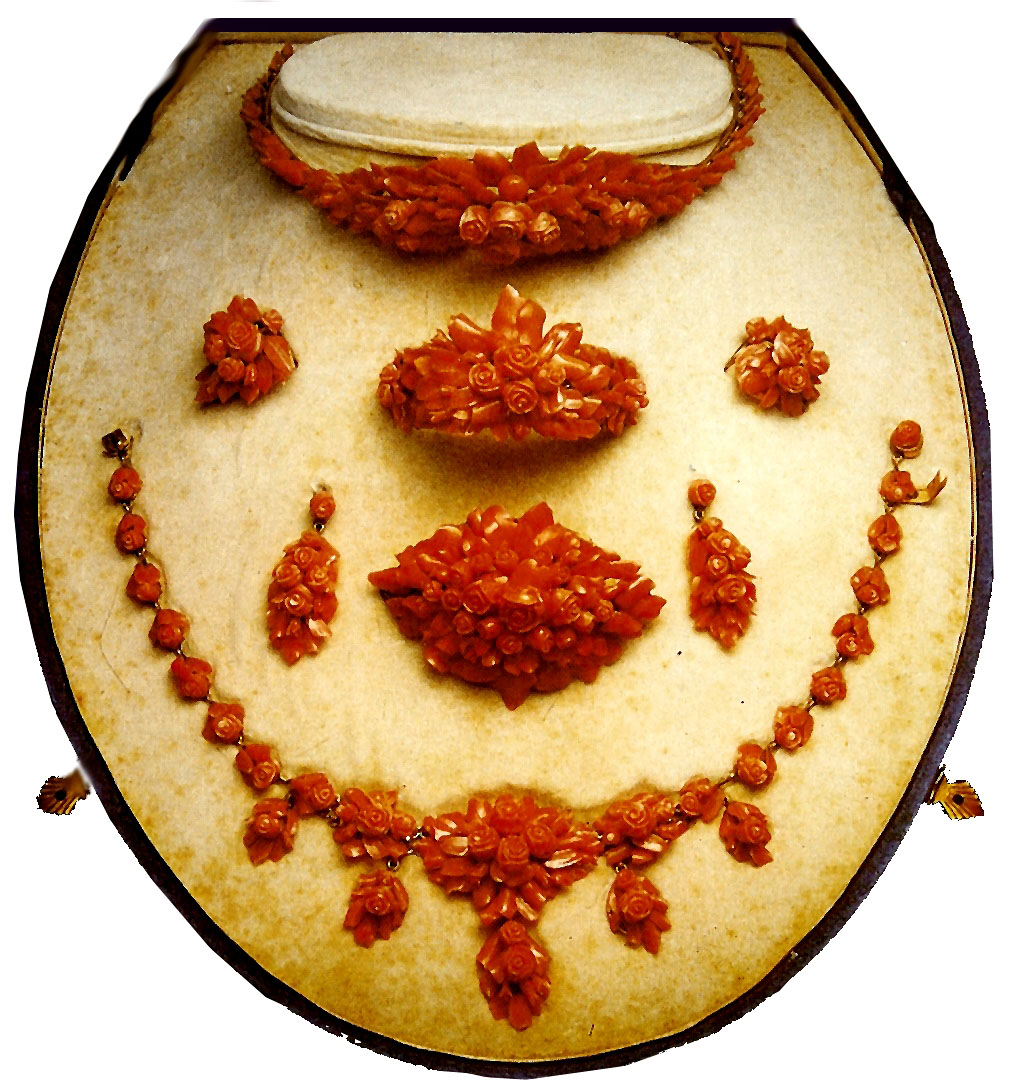
Parure in corallo realizzata per la Regina Farida d'Egitto (Museo del corallo)

A partire dagli anni '80 la marineria torrese ha abbandonato la pesca, oggi praticata dai sub, per dedicarsi completamente alla trasformazione del corallo nobile.
La storia della lavorazione del corallo a Torre del Greco nasce con la migrazione di maestranze trapanesi ed è documentata fin dal XV secolo. Nel 1790 fu costituita nella città di Torre del Greco la Reale Compagnia del Corallo, con l'idea di lavorare e vendere il corallo pescato. Ciò dimostra che la pesca del corallo era fiorente già da tanti anni nella città campana.
Inoltre fu promulgato il 22 dicembre 1789 da re Ferdinando IV il Codice corallino (preparato dal giurista napoletano Michele Jorio), con l'intento di regolamentare la pesca del corallo che in quegli anni vedeva impegnati, oltre ai marinai torresi, anche i genovesi, i livornesi e quelli di Trapani
Tale regolamentazione non ebbe però il successo sperato. Dal 1805, anno in cui fu fondata la prima fabbrica per la lavorazione del corallo a Torre del Greco (da Paolo Bartolomeo Martin, francese ma con origini genovesi), iniziò il periodo d'oro per la lavorazione del corallo nella città sita alle pendici del Vesuvio, anche perché insieme alla lavorazione la pesca del corallo era sempre più sotto il dominio dei pescatori torresi. Dal 1875 i torresi iniziarono a lavorare con il corallo di Sciacca e nel 1878 sorse in città addirittura una Scuola per la lavorazione del corallo (che chiuse nel 1885 per riaprire nel 1887), presso la quale nel 1933 fu istituito un Museo del corallo. In seguito venne il momento della lavorazione del corallo giapponese scoperto sui mercati di Madras e Calcutta.
Oggi a Torre del Greco non viene più praticata la pesca del corallo (l'ultima corallina risulta in disarmo nel 1989) ma la città resta comunque il più importante centro al mondo per la lavorazione del corallo, con oltre 2000 addetti al settore.

## Mitologia

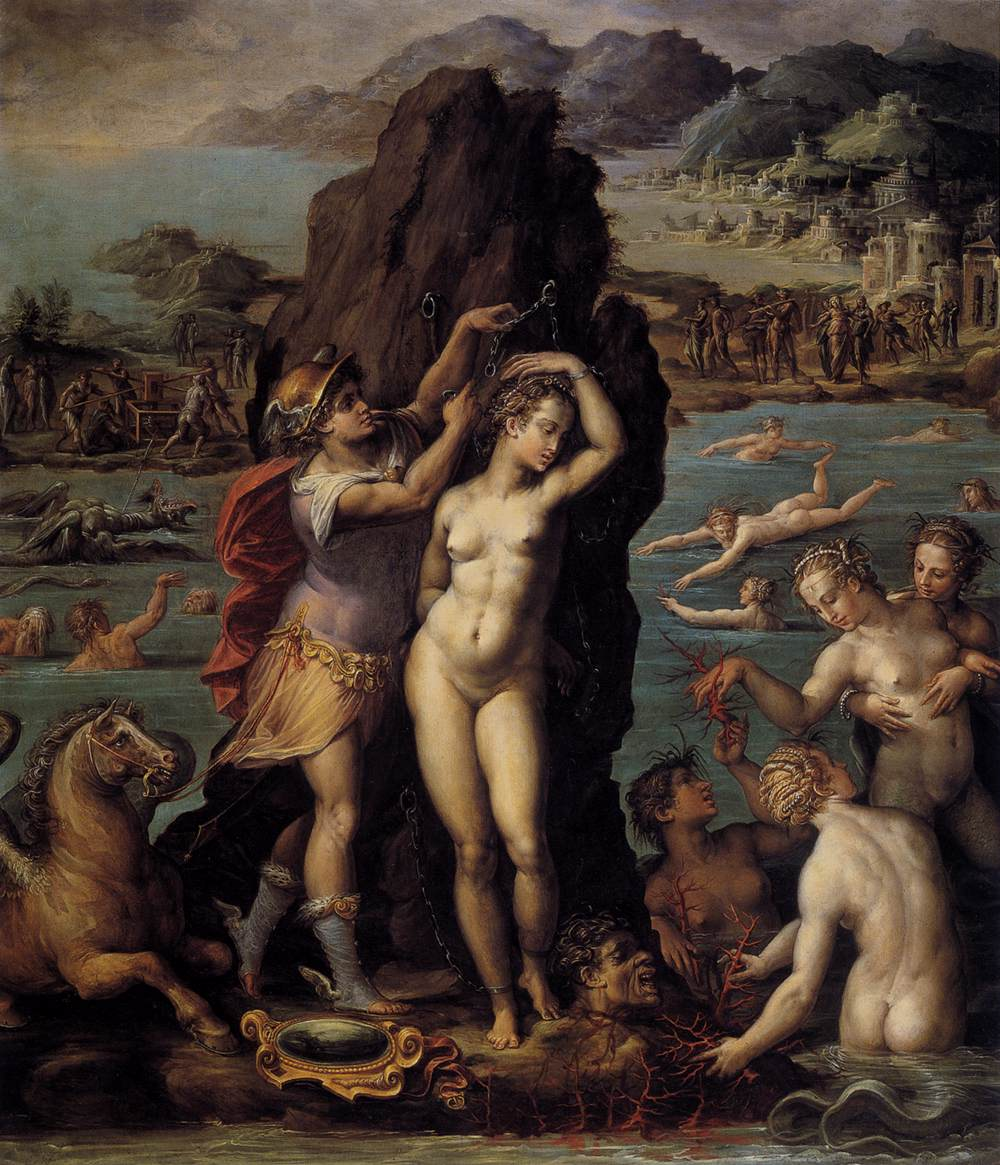
Giorgio Vasari, Perseo e Andromeda

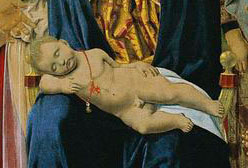
Piero della Francesca, Pala di Brera (dettaglio)

Secondo Ovidio (Metamorfosi, IV, 740-752) il corallo rosso nacque dal sangue di una delle Gorgoni, Medusa, quando Perseo la decapitò. Le Gorgoni avevano la capacità di pietrificare con lo sguardo, e il sangue di Medusa, al contatto con la schiuma creata dalle onde, pietrificò alcune alghe che col sangue divennero rosse.

Il Vasari, nella descrizione del suo quadro Perseo e Andromeda, scrisse nel 1570:

## Simbologia
Il corallo è un antichissimo amuleto di valore apotropaico per i neonati, ancora oggi diffuso. Secondo la tradizione pagana i rametti appuntiti infilzavano il malocchio lanciato per invidia, mentre per i cristiani il suo colore rosso ricordava il sangue di Cristo, infatti veniva usato già nel medioevo per i reliquiari della Croce. Il corallo assumeva così la valenza di simbolo della doppia natura di Cristo, umana e divina. Per questo si trova in numerosi dipinti tardomedievali e rinascimentali, come la Madonna del solletico di Masaccio, la Madonna di Senigallia e la Pala di Brera di Piero della Francesca. Presso i marinai di molti paesi del mondo, il corallo è considerato un portafortuna e un amuleto protettivo; nel suo racconto marittimo Naufragio sofferto nell'anno 1805 dalla nave della compagnia delle Indie Orientali detta L'Earl of Abergavenny (1833), lo scrittore romantico bresciano Vittorio Barzoni riporta che il corallo è un materiale «al quale le femmine di mare attribuiscono la virtù di far cascare le tempeste».